# روجر ويلر (عسكري)
روجر ويلر (بالإنجليزية: Roger Wheeler)‏ هو عسكري بريطاني، ولد في 16 ديسمبر 1941 في Eton, Berkshire ‏ في المملكة المتحدة.

## وصلات خارجية
- روجر ويلر على موقع إن إن دي بي (الإنجليزية)